# بک‌هاوسیا
بک‌هاوسیا (نام علمی: Backhousia) نام یک سرده از خانواده موردیان است.